# Phajaan
Als Phajaan oder Einbrechen (engl. „Elephant crushing“ oder „Breaking“) bezeichnet man eine äußerst brutale  Dressur-Methode, mit deren Hilfe der eigene Wille asiatischer Elefanten gebrochen werden soll, um sie dem Menschen untertan zu machen.

## Allgemeines
In der Geschichte der süd- und südost-asiatischen Länder wie Indien, Thailand, Sri Lanka u. a. wurden wilde Elefanten seit Jahrhunderten als Arbeits- und Reittiere, Bettelelefanten, Zeremonial- und Tempelelefanten, als Prestige-Objekte und auch als Kriegselefanten benutzt. Heutzutage (Stand 2024) arbeiten viele Elefanten in der Tourismusindustrie, beispielsweise für Elefanten-Reiten oder in Zirkussen und Shows, wo sie ein zahlungskräftiges Publikum mit dressierten Tricks unterhalten müssen; nicht zuletzt sind auch Elefanten in Zoos zu erwähnen, wenn sie nicht bereits in Gefangenschaft geboren wurden. Dies alles wäre nicht möglich ohne eine vorherige „Zähmung“, die häufig mittels des Phajaan geschieht.
Da Elefanten nie im eigentlichen Sinne gezähmt und in echte Haustiere verwandelt werden konnten, werden sie meistens in der Wildnis gefangen. Die nach dem Fang angewendete „Zähmungs“-Methode namens Phajaan oder „Einbrechen“ war/ist dem allgemeinen Publikum lange Zeit nicht bekannt, sondern wurde/wird sozusagen hinter den Kulissen, in großer Heimlichkeit praktiziert, weil es derart „gewalttätig und verstörend für die normale menschliche Psyche“ ist (Suparna Ganguly). Erst seit dem Ende des 20. Jahrhunderts wird es von Tierschützern, wie u. a. der thailändischen Elefantenschützerin Lek Chailert, mithilfe von Undercover-Filmen bekannt gemacht und als barbarische Tierquälerei angeprangert; Lek Chailert bekam deswegen Morddrohungen. Phajaan, wie es im Folgenden beschrieben wird, ist laut Suparna Ganguly in allen asiatischen Ländern, wo Elefanten gezielt in der Wildnis gefangen, „gezähmt“ und gehandelt werden, und selbst in den USA und anderswo auf internationaler Ebene, üblich; bezeugt ist es für Indien, Vietnam und Myanmar (Burma). Es kommt hinzu, dass häufig illegaler Handel zwischen diversen Ländern stattfindet, so wurden/werden beispielsweise in der Wildnis Myanmars (und auch aus Laos und Kambodscha) gefangene Elefantenbabys sehr häufig nach Thailand verkauft, weil es in Thailand selber zumindest offiziell verboten ist, wilde Elefanten einzufangen, zu verletzen oder zu töten. Einige Quellen meinen allerdings, Phajaan werde auch in Thailand durchgeführt. Lair meinte 1997, besonders brutal seien illegale Elefanten-Fänge, besonders in der Grenzregion von Thailand und Myanmar. In Indien gibt es offiziell gesetzliche Bestimmungen, die Kauf und Verkauf von Elefanten verbieten, trotzdem wurden bis in die Gegenwart (Stand 2024) aus der Wildnis gefangene Elefanten nicht nur in Indien selber illegal auf „Schwarzmärkten“ gehandelt (u. a. in Sonpur Mela), sondern auch in andere Länder wie Nepal verkauft.

## Der Fang
Der eigentliche Fang wilder Elefanten, die eine starke Bindung an ihre Mütter und Familienherden haben, kann nach verschiedenen Methoden erfolgen: bei der sogenannten Kheddah werden ganze Herden in eine Palisadeneinfriedung getrieben und einzelne Elefanten später gefesselt und abtransportiert; als mela-shikar bezeichnet man eine Methode, bei der einzelne, ausgewählte Elefanten mit einem Lasso vom Rücken eines bereits gezähmten Elefanten (Kumkie) gefangen werden; des Weiteren können mit Beruhigungsmittel (z. B. Rompun bzw. Xylazin) präparierte Pfeile gezielt auf einzelne Elefanten abgeschossen werden, was aber normalerweise nur bei erwachsenen oder zumindest jugendlichen Elefanten (d. h. nicht bei Babys bzw. Kälbern) gemacht wird. Manche Völker (z. B. in Laos) benutzen auch Fallgruben („Pit-traps“) zum Elefantenfang, was per se eine hohe Sterblichkeitsrate habe und nach Meinung Lairs strafrechtlich verfolgt werden sollte.
Mit Vorliebe werden kleine Elefantenkälber eingefangen, da sie später leichter zu „zähmen“ und zu dressieren sind, und heutzutage (Stand 2024) auch, weil sie „niedlich“ und daher besonders begehrt in der Tourismusindustrie sind (das betrifft besonders Thailand). Die Elefantenbabys, häufig noch in einem Alter, wo sie von der Muttermilch abhängig sind, werden zunächst von ihren Müttern getrennt, dabei können Feuerwerkskörper oder andere Methoden der „Panikmache“ benutzt werden, um die Mütter und die Herde der Kälber zu vertreiben. Wenn dies nicht gelingt, und die Mutter oder andere Herdenmitglieder dem Kleinen zu Hilfe kommen, kann es vorkommen, dass nicht nur die Mutter-Elefantin, sondern die ganze Herde umgebracht wird.

## Das Phajaan
Das eigentliche Phajaan oder „Einbrechen“ kann als eine Art „Folter“ verstanden werden, die eine dauerhafte „Angst-Psychose“ bei dem entsprechenden Elefanten bewirkt: Dabei wird das durch die Trennung (und eventuelle Ermordung) der Mutter und Herde bereits traumatisierte Elefantenkalb in der Folge tage- oder wochenlang in eine Art enges Holzgatter oder Käfig gefesselt. Da die Kälber sich natürlicherweise wehren, werden sie mit Peitschen („whips“), „Eisenstangen, Stöcken, Ketten und Elefantenhaken erbarmungslos geschlagen“, gestochen und heutzutage manchmal auch mit Elektroschockern malträtiert. Gleichzeitig werden sie von den beteiligten Männern durch Geschrei und Lärm terrorisiert. Die verletzten, meistens blutenden und seelisch traumatisierten Elefantenkälber werden außerdem tagelang ausgehungert, bekommen weder Nahrung noch Wasser, und werden daran gehindert zu schlafen; dabei lässt man sie in ihren eigenen Exkrementen und Urin stehen. Nicht selten sterben Elefanten bei dieser Prozedur.
Erst wenn das Elefantenkalb völlig erschöpft, ausgehungert und „gebrochen“ ist, bekommt es eine erste Mahlzeit und Wasser von einem Mahut, der es auch befreit – daraus entsteht eine enge Bindung des Elefanten an den betreffenden Mahut, der von dem Elefanten als „Retter“ angesehen wird. Laut Gröning und Saller würde der Elefant nicht unbedingt tagelang ausgehungert, sondern bekäme nachts vom Mahut etwas Nahrung und Wasser, und unter Umständen auch zwischendurch als Belohnung, falls er irgendeine „Besserung“ zeige, d. h. sich nicht mehr wehrt.
Elefanten, die den Phajaan überleben, vergessen die Prozedur nie mehr – ihr sprichwörtlich gutes Gedächtnis ist ja seit langem bekannt – und können später mithilfe von Angst kontrolliert werden: bei Bedrohung oder Berührung mit dem Elefantenhaken oder einem Stock machen sie Alles, was der Mahut will. Sie sind oft ihr Leben lang durch Narben an Kopf und Körper und/oder Löcher und Risse in den Ohren gezeichnet, die ihnen allerdings häufig auch später noch in der Gefangenschaft von aggressiven oder brutalen Mahuts zugefügt werden. Nach einigen Autoren könne allzu „rohe, brutale Gewalt“ während des Phajaan und später zu „dumpfem Gehorsam aus nackter Angst“ führen, und zu grob behandelte Elefanten könnten später „störrisch, hinterhältig und gefährlich“ werden.
Eine einzelne Internet-Quelle behauptet, Phajaan sei eine in der Lan-Na-Region in Thailand praktizierte magisch-rituelle Trennungs-Zeremonie für Elefanten, wo man Mutter und Kind jeweils dreimal mit einem Stock auf Stirn oder Kopf schlage. Der Stock dürfe danach nicht mehr benutzt, sondern müsse verbrannt werden. Im dazu als Beleg angegebenen Video sieht man allerdings bereits in Gefangenschaft lebende Elefanten, wobei die Mutter (?)-Elefantin Symptome einer traumatischen Störung in Form von Hin-und-Her-Wippen (sogenanntes „Weben“) zeigt.

## Katti Adikkal
Ein ähnliches „Ritual“ ist das indische Katti Adikkal, das jedes Jahr regelmäßig bei bereits in Gefangenschaft lebenden, meist männlichen Elefanten durchgeführt wird. Erwachsene Elefantenbullen (z. B. Tempelelefanten), die während ihrer drei bis vier Monate dauernden Musth-Perioden einen erhöhten Bewegungsdrang und erhöhte Aggressionsbereitschaft haben, werden während dieser Zeit auf engstem Raum gefesselt und müssen ohne Bewegungsmöglichkeit monatelang stehen. Aufgrund der Befürchtung, dass sie nach dem Ende der Musth nicht mehr durch Menschen im selben Maße kontrollierbar wären wie zuvor (d. h. nach dem bereits in der Kindheit durchgeführten Phajaan), werden sie dem Katti Adikkal unterzogen. Dabei werden sie (ähnlich wie beim Phajaan) 48 bis 72 Stunden lang von einer Gruppe von Männern ununterbrochen geschlagen, um ihren Willen erneut zu brechen.